# 黄天源
黄天源是一家苏州的老字号糕团店，创始于清道光元年（1821年）苏州东中市都亭桥。经营各色糕团为特色。现总店位于观前街86号。

## 历史
黄天源创始于清道光元年（1821年），浙江人黄启庭在东中市摆粽子摊起家。后盘得门面经营各色糕团，取名为黄天源。黄病故后，店面转手于店中师傅顾桂林，于1931年在观前街开出分店。黄天源产品材料讲究，制作精细，获得了各地人士好评，有“中华独一家”“名扬东南亚”之称。新中国成立后，黄天源合并了数家糕团店，糕点品种越发丰富，出现了一年十二个月每个月都有应季产品。特色糕点有桂花糖年糕、五色小园松、青团、重阳糕、八宝饭等各色时令苏式糕团。黄天源在炒肉团子基础上制作的炒肉面，被评为“姑苏十碗面”。
1997年、2002年，黄天源分别被评为“中华名小吃”、“中华餐饮名店”。
2007年，黄天源观前街总店突然变脸，原本宽敞的店堂左右分别开起了服装店和手机店，黄天源董事长表示因房屋使用费压力过大，不得已只能出租店面维持。而黄天源店内随后改为土特产商品销售，原本的面点被安排到了侧后方的拐角后，显得十分隐蔽。此事件引发广泛关注，对老字号生存状况的报道不时出现。在此之后，同在观前商圈的老字号小吕宋、东来仪、新聚丰、老正兴等纷纷因无力承担房租而转租原有店面。
2009年，黄天源苏式糕团制作技艺入选江苏省级非物质文化遗产名录。
2010年，黄天源在中华人民共和国商务部的第二批评选中被评定为“中华老字号”。
2015年，黄天源获评中国商业联合会“中华老字号传承创新”奖项，并进入教育部“职业教育民族文化传承与创新教学资源库中华老字号子库”第一批名单。
2017年，黄天源观前总店房屋老旧，贴出公示预备重建。2019年3月，正式停业开展房屋重建工作，重建后将以前店后坊的模式，现场制作糕团点心。总工期预计在8个月左右。重建期间将在宫巷口设立销售点。

## 现状
黄天源在苏州有连锁店30余家。全国各地亦有分店。经营各色糕团为主，此外也经营苏式面点、快餐等。